# Lykkekage
En Lykkekage er en hård kage, der serveres som dessert på kinesiske restauranter i USA og i visse andre lande. Kagen, der sædvanligvis er bagt på mel, sukker, olie og vanilje, indeholder en lille papirseddel, på hvilken der står visdomsord, en vag spådom eller nogle lykketal.
Kagen forekommer ikke i Kina og Taiwan, men er en amerikansk opfindelse. Den menes at havde sin oprindelse i en type usødet japansk kage, som i Californien blev gjort sød og fik sin bøjede form og som fik en indbagt papirlap. Lykkekager blev meget populære på japanske restauranter i Los Angeles og San Francisco i begyndelsen af 1900-tallet.
Da tusindvis af japanere i USA blev interneret under 2. verdenskrig, lukkede mange japanske restauranter og bagerier, og kinesiske restauranter serverede i stedet kagerne, og i dag forbindes lykkekagerne med kinesisk mad i USA.

## Eksterne links
- Wikimedia Commons har flere filer relateret til Lykkekage
- A Brief History of The Fortune Cookie Arkiveret 20. august 2008 hos  Wayback Machine(engelsk)

| Mad og drikke | Spire Denne artikel om mad og drikke er en spire som bør udbygges. Du er velkommen til at hjælpe Wikipedia ved at udvide den. |